# Terra Roxa (kommun i Brasilien, Paraná, lat -24,22, long -54,09)
Terra Roxa är en kommun i Brasilien.   Den ligger i delstaten Paraná, i den södra delen av landet, 1 100 km sydväst om huvudstaden Brasília. Antalet invånare är 16 763.
Trakten runt Terra Roxa består till största delen av jordbruksmark. Runt Terra Roxa är det glesbefolkat, med 19 invånare per kvadratkilometer.